# Середін Євген Олексійович
Євген Олексійович Середін (рос. Евгений Алексеевич Середин; нар. 10 лютого 1958, Волзький, Волгоградська область) — радянський плавець, олімпійський медаліст.

## Виступи на Олімпіадах
| Олімпіада     | Дисципліна                        | Місце     |
| ------------- | --------------------------------- | --------- |
| Монреаль 1976 | плавання на 100 метрів, батерфляй | 8 h1 r2/3 |
| Монреаль 1976 | комплексна естафета 4 × 100       | 5         |
| Москва 1980   | плавання на 100 метрів, батерфляй | 5         |
| Москва 1980   | комплексна естафета 4 × 100       | 2         |